# Borussia Harburg
Borussia Harburg war ein Sportverein aus dem Hamburger Stadtteil Harburg. Die erste Fußballmannschaft spielte drei Jahre in der erstklassigen Gauliga Niedersachsen und vier Jahre in der erstklassigen Gauliga Nordmark.

## Fußball
Am 18. Juli 1904 gründeten unzufriedene Mitglieder des FC Viktoria Harburg in einer Eißendorfer Gaststätte den FC Borussia Harburg. Im Jahre 1907 schloss sich der FC Viktoria der Borussia an. Drei Jahre später gewann die Borussia mit der Meisterschaft von Nordhannover den ersten Titel. Durch einen 1:0-Sieg über den Bremer SC konnten sich die Harburger 1913 für die norddeutsche Verbandsliga qualifizieren, in deren einziger Spielzeit die Mannschaft den siebten Rang belegen konnte. Während des Ersten Weltkrieges konnte der Verein seine Mannschaft erheblich verstärken und profitierte dabei davon, dass in Harburg kriegswichtige Industrie bestand. 1917 gewann die Borussia nach einem 4:1-Finalsieg über den Marine SC Wilhelmshaven die Norddeutsche Meisterschaft.
Drei Jahre später stand die Mannschaft erneut im Norddeutschen Endspiel. Gegner war dieses Mal Arminia Hannover. Acht Minuten vor Spielende stand es 1:1, bis sich die Harburger von einem über dem Spielfeld fliegenden Flugzeug irritieren ließen. Die Hannoveraner nutzten dies aus und erzielten den Siegtreffer. Während der 1920er Jahre geriet die Borussia gegenüber ihrem Lokalrivalen Rasensport ins Hintertreffen und konnte sich nur noch 1923 für die norddeutsche Endrunde qualifizieren. Erst 1932 konnte die Borussia erneut Meister von Nordhannover werden, scheiterte aber in der Endrundengruppe an Arminia Hannover.
1933 fehlte die Borussia bei der Einführung der Gauligen, schaffte aber ein Jahr später den Aufstieg in die Gauliga Niedersachsen. Dort gelang der Mannschaft ein überraschender 4:2-Sieg gegen Werder Bremen, aber auch eine 0:10-Niederlage bei Hannover 96. Im Jahre 1937 musste die Mannschaft im Rahmen des Groß-Hamburg-Gesetzes in die Gauliga Nordmark wechseln. Zwei Jahre später wäre die Borussia als Vorletzter eigentlich abgestiegen. Wegen des Ausbruchs des Zweiten Weltkrieges verblieb die Mannschaft jedoch in der Gauliga. 1941 folgte dann der Abstieg.
Nach Kriegsende kam die Borussia nicht mehr über die Hamburger Amateurligen hinaus. Im Jahre 1949 stieg die Borussia in die Drittklassigkeit ab. Erst 1954 gelang der Aufstieg in die damals zweitklassige Amateurliga Hamburg, die nur für zwei Jahre gehalten werden konnte, bevor 1956 der Abstieg folgte. 1965 gelang die Rückkehr ins Hamburger Oberhaus, wo die Borussia die Runde punktgleich mit Lokalrivalen Rasensport und dem TSV Sasel abschloss. In den Entscheidungsspielen sorgte ein 1:0-Sieg von Rasensport für den direkten Wiederabstieg der Borussia.
Nach nur einem Jahr stieg die Borussia wieder auf und konnte sich dieses Mal etablieren. Am 12. März 1970 fusionierte die Borussia mit dem Lokalrivalen Rasensport zum Harburger SC, der am Saisonende aus dem nunmehr Landesliga genannten Hamburger Oberhaus abstieg. Zehn Jahre später musste Borussias ehemaliger Sportplatz auf der Eichenhöhe einem Altenheim weichen, die Grundeigentümerin hatte den Pachtvertrag bereits zur Jahresmitte 1972 gekündigt. Ehemalige Mitglieder der Borussia gründeten im Jahre 1981 den FC Borussia 1981 Harburg, der sich schon vier Jahre später wieder auflöste.

## Tischtennis
Auch im Tischtennis, die Abteilung wurde 1945 gegründet, war Borussia erfolgreich. Sowohl die Damen- als auch die Herren-Mannschaft spielte bis zur Fusion mit Rasensport in der Stadtliga der höchsten Hamburger Spielklasse. Darüber gab es lediglich die Oberliga Nord und bei den Herren seit 1966 auch die Bundesliga. 1964 war der Borusse Ralph Spengler bester Spieler der Stadtliga und wurde auch in der Hamburger Auswahl eingesetzt. Er wurde 1974 Präsident des Harburger SC, des Fusionsprodukts aus Borussia und Rasensport, und blieb dies über 40 Jahre lang. Zudem nahmen diverse Spieler des Klubs seit Ende der 1950er Jahre an den Hamburger Einzelmeisterschaften teil.

## Handball
In den 1950er Jahren bestand bei Borussia auch eine Handballabteilung, die bei Damen und Herren am Hallenpunktspielbetrieb teilnahm.

## Persönlichkeiten
- Herbert Wojtkowiak